# Guerres des évêques
Pour les articles homonymes, voir Guerre des Evêques.

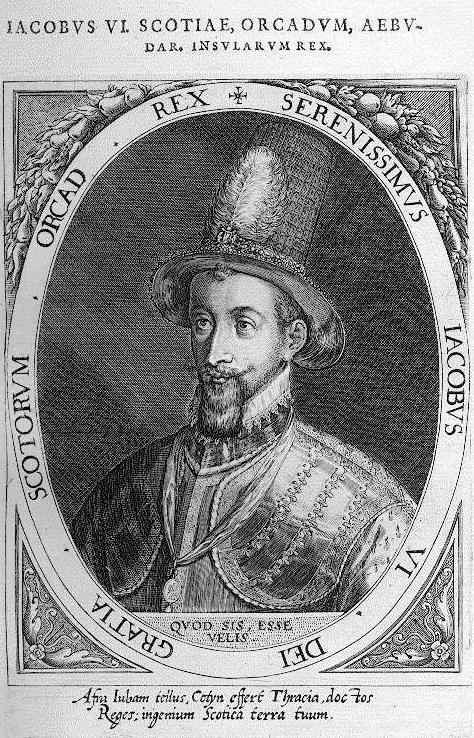
Le roi Jacques VI d'Écosse, Jacques Ier d'Angleterre et d'Irlande

L'expression de guerres des évêques — Bellum Episcopale — fait référence à deux rencontres armées qui mettent aux prises Charles Ier d'Angleterre et les Covenantaires écossais en 1639 et en 1640, et qui marquent le début des guerres des Trois Royaumes, prémices de la première révolution anglaise.

## La montée des évêques
La Réforme écossaise a voulu régler la question de la religion d'État en Écosse, mais les controverses persistent. Depuis les années 1580, deux partis sont apparus. D'un côté les Presbytériens (ou Covenantaires), partisans de l'autorité de consistoires, formés de pasteurs et d'anciens. De l'autre, les Épiscopaliens, favorables à l'autorité des évêques. Les premiers sont menés par des ministres du culte radicaux, des hommes comme Andrew Melville. Le second ont les faveurs de la Couronne. Le roi Jacques Ier d'Angleterre a déclaré: « pas d'évêques veut dire pas de roi » : la fonction épiscopale reste un auxiliaire essentiel de la Couronne. Au début du XVIIe siècle, Jacques Ier d'Angleterre introduit un groupe d'évêques dans l'Église écossaise. À la fin de son règne, en 1625, la hiérarchie de l'Église écossaise ressemble beaucoup à ce qu'elle était avant la Réforme, même si elle est toujours calviniste dans sa doctrine.
La montée des évêques cause de l'inquiétude aux Presbytériens. Elle en suscite encore davantage à la noblesse écossaise, préoccupée de sa perte de pouvoir et d'influence. Beaucoup de nobles ont souffert d'un vif déclin de prestige et de situation depuis l'installation du roi Jacques Ier d'Angleterre à Londres, lors de l'Union des Couronnes de 1603. Les perspectives de cette noblesse sous-employée déclinent encore quand Charles Ier d'Angleterre commence à placer des évêques au Conseil privé d'Écosse (en), véritable bras exécutif du gouvernement anglais en Écosse. En 1635, John Spottiswoode, archevêque de Saint Andrews, est nommé chancelier, la plus haute fonction politique du pays. Beaucoup de nobles, dont le comte de Montrose, écartés du Conseil, souffrent de frustration.
Une autre crise éclate en 1637. Charles Ier décide d'introduire dans l'Église écossaise un nouveau livre de prières, de style anglican, contre l'avis des principaux évêques et sans concertation. Lors de la crise qui s'ensuit, la colère des Presbytériens fait cause commune avec les ressentiments de la noblesse. En février 1638, ils publient un manifeste commun pour une « Convention nationale » (National Covenant). Bien que ce document n'évoque pas la fonction des évêques, il rejette toutes les innovations ecclésiastiques de Charles Ier d'Angleterre. Les opposants au roi se trouvent un nom : les covenantaires. En novembre, l'Assemblée générale de l'Église réunit à Glasgow autant de nobles déguisés que de pasteurs. Elle expulse les évêques un à un. L'Écosse devient ainsi officiellement presbytérienne. Charles Ier demande l'annulation des décisions de l'Assemblée. Mais les covenantaires refusent. La guerre lui semble le seul moyen pour rétablir son autorité en Écosse.

## Première guerre des évêques (1639)
Pour Charles Ier, la guerre contre les Écossais était une entreprise risquée. Gouvernant l'Angleterre sans le Parlement depuis onze ans, il n'avait pas les ressources nécessaires. Appeler un nouveau Parlement était potentiellement dangereux, à cause de l'hostilité à sa politique présente. Au lieu de cela, il essaya de monter de toutes pièces une coalition de forces opposées aux covenantaires. Il associa des unités armées, qui lui étaient favorables, glanées en Angleterre, des opposants écossais aux covenantaires, concentrés dans les Highlands et sur le territoire des Gordons de Huntly, et enfin des troupes issues d'Irlande. 
La stratégie de Charles Ier était hardie, mais improvisée : il allait avancer le long de la frontière du Berwickshire avec l'armée royale, pendant que le marquis d'Hamilton mènerait une force amphibie dans le Firth of Forth, et que le comte d'Antrim, venant d'Irlande, marcherait contre le comte d'Argyll, le chef des covenantaires. Hamilton devait de plus prêter main-forte au marquis de Huntly.
Mais l'ensemble du dispositif s'écroula quand il se trouva confronté aux  problèmes de logistique : les hommes étaient mal entraînés et mal équipés, les déplacements, en particulier sur l'eau, furent de véritables problèmes, il y avait peu de bases sûres, et les provisions étaient en quantité insuffisante. Enfin, il n'y avait pas de plan de campagne détaillé. Thomas Wentworth, Lord deputy de Charles Ier d'Angleterre en Irlande refusa d'accorder le soutien nécessaire à l'invasion projetée de l'Écosse. Les covenantaires, à peine plus préparés que le roi, avaient au moins l'avantage d'un moral supérieur, puisqu'ils défendaient une cause qu'ils estimaient juste. Toute résistance intérieure aux covenantaires fut balayée en juin 1639, lorsque les Gordons furent battus par Montrose à la bataille du Pont de la Dee, le seul affrontement sérieux de cette guerre.
Charles Ier arriva à Berwick à la fin de mai, campant avec le reste de son armée à quelques kilomètres à l'ouest d'un endroit appelé Birks, sur la rive anglaise de la Tweed. La situation était loin d'être bonne : la plupart des troupes était mal préparée, la nourriture était rare, et des maladies s'étaient déclarées. Tout le monde était tourmenté par les poux, baptisés dans l'humour noir du camp les « covenantaires ». Quand le temps devint mauvais, bien peu trouvèrent un abri, et sur des kilomètres, il n'y avait pas d'arbre permettant de construire une hutte. La variole était un danger constant, et les désertions étaient fréquentes.
De l'autre côté de la rivière, l'armée écossaise, commandée par Alexander Leslie, connaissait des conditions à peine meilleures que ses adversaires anglais. Comme le raconte Archibald Johnston de Warriston, Leslie était à court d'argent, de chevaux et de provisions. Cette situation ne pouvait se prolonger indéfiniment, et les Écossais ne semblaient pas vouloir franchir la frontière. Même s'ils battaient le roi, leur position ne serait pas sûre, car cela risquait de réveiller des passions chez les Anglais. Comme aucun des camps ne voulait ni avancer, ni reculer, la seule issue possible était de négocier.

## Paix de Berwick
À Birks, Charles se retrouve dans une impasse. Son dernier espoir disparaît quand il reçoit une lettre de Wentworth, lui signifiant qu'il n'a aucune aide à attendre de l'Irlande, et l'exhortant à retarder d'un an sa campagne. Le comte de Bristol et plusieurs autres nobles lui expliquent franchement qu'il doit convoquer le Parlement s'il veut poursuivre cette guerre contre les Écossais. Comprenant que toute sa stratégie s'effondre, Charles décide d'accepter les propositions de négociations des Écossais.
Les pourparlers débutent dans la tente du comte d'Arundel le 11 juin avec une représentation de six Écossais, dirigée par John Leslie, Johnston de Warriston et le théologien Alexander Henderson (en), faisant face à un même nombre d'Anglais. Peu après le début des discussions, le roi apparaît en personne, tout d'abord glacial, puis se détendant peu à peu. Après la promesse royale d'une nouvelle Assemblée et d'un nouveau Parlement pour régler la question ecclésiastique, Warriston l'accuse de vouloir en fait gagner du temps. Bien que Charles vitupère que « le Diable lui-même n'aurait pu faire une interprétation moins charitable », vraisemblablement, personne ne pense alors à une paix permanente. Pourtant les deux camps acceptent de disperser leurs armées, et Charles, tout en refusant les décisions de la « prétendue » Assemblée de Glasgow, accepte d'ordonner une nouvelle réunion à Édimbourg le 20 août, suivie de peu par la convocation du Parlement écossais. Le traité de Berwick est signé sur ces bases le 18 juin. C'est seulement un petit répit.

## Confirmation d'une révolution
Comme attendu, l'Assemblée d'Édimbourg confirme toutes les décisions passées à Glasgow, sans mentionner cette précédente Assemblée. Mais elle va plus loin, et découvre les véritables causes du conflit avec le roi. La dispute sur des différences confessionnelles et sur le gouvernement de l'Église masque un différend plus important sur le pouvoir politique séculier. L'Épiscopacie est non seulement abolie, mais les hommes d'église sont déclarés incapables de tenir des fonctions civiles. Pire du point de vue du roi, la nomination d'évêques est déclarée non seulement mauvaise en pratique, mais également mauvaise selon la loi de Dieu. Charles a accepté l'argument que l'Épiscopacie doit être mise temporairement de côté dans l'Église écossaise. Mais la déclarer contraire aux Écritures signifie que son rejet n'est limité ni par le temps, ni par l'espace. Et si l'Épiscopacie est universellement illicite, comment peut-elle être maintenue en Angleterre et en Irlande ? Le Parlement écossais, qui se réunit peu après l'Assemblée, confirme en effet la révolution : en Écosse, le pouvoir royal (le pouvoir royal absolu ) est mort.
Cela est inacceptable pour Charles, qui ne peut régner en monarque absolu dans une partie de son royaume, et en monarque constitutionnel dans une autre part. En Angleterre, cette situation est propre à engendrer de la jalousie à cause de sa longue tradition de lois constitutionnelles. Pour Charles, convoquer un nouveau Parlement à Westminster avant cette guerre des évêques aurait été une entreprise risquée, mais le faire après l'Assemblée et le Parlement d'Édimbourg devient une démarche suicidaire.

## Seconde guerre des évêques (1640)
Dès que Charles rentre à Londres, il prépare une nouvelle campagne contre les Écossais. Il fait venir d'Irlande Wentworth, créé comte de Strafford au début de l'année, et qui, avec l'archevêque William Laud, forme l'épine dorsale du conseil royal. Charles a alors en sa possession ce qu'il pense être un atout maître : une lettre récente des Écossais, demandant à Louis XIII son arbitrage dans leur conflit avec le roi. Pour Charles et Strafford, cette lettre constitue une trahison, et le Parlement devrait partager ce point de vue. Pourtant, lorsque le Court Parlement se réunit en avril 1640, il ne prête aucune attention à cette lettre, ne se concentrant que sur ses propres revendications et sur les problèmes intérieurs. Il n'accorde aucun moyen permettant de reprendre la guerre avec l'Écosse, et cette assemblée est congédiée trois semaines plus tard, laissant le roi dans une situation politique, financière et militaire encore pire.
L'échec devant le Court Parlement démontre que Charles n'a pas l'approbation de la nation anglaise, et améliore considérablement le moral des covenantaires. Comme Charles fait, ou plutôt tente de faire, des préparatifs pour une nouvelle guerre, les Écossais font de même. Une Convention des États, un Parlement sans autorisation royale, est convoquée, qui nomme un comité exécutif chargé de superviser les préparatifs pour « une juste et légitime défense de la religion, des lois, des vies et de la liberté du pays ». Comme en 1639, l'opposition intérieure est écartée par l'attaque des Gordons de Huntly et des Ogilvies d'Airlie.
Les semaines passent, la saison d'été commence, et le roi reste à Londres, rassemblant toutes les ressources possibles. Il n'est pas trop inquiet, car on lui a dit que l'armée écossaise qui se rassemble à la frontière ne montre aucun signe de mouvement. Mais ses renseignements sont incorrects. Plutôt que d'attendre que Charles prenne l'initiative, les covenantaires lancent une attaque préventive, traversant en grand nombre la frontière le 17 août, assurés de ne pas avoir à affronter le roi en personne. Les Écossais balaient les forces nordistes du roi à la bataille de Newburn (en), et occupent Newcastle, coupant l'alimentation en charbon de Londres. La seconde guerre des évêques, à peine commencée, est quasiment terminée.
Des négociations de paix s'ouvrent à Ripon le 2 octobre. Charles espère un traité personnel, comme celui de Berwick. Mais les Écossais, n'étant plus disposés à accepter les assurances royales de bonne foi, insistent pour que le traité final implique le Parlement anglais. Un traité provisoire est conclu vers la fin du mois : les Écossais recevraient une somme, écrasante pour le roi, de 850 livres par jour, et conserveraient leur prise des territoires du nord de l'Angleterre jusqu'à la conclusion d'un traité final à Londres. Le transfert des négociations à Londres est un déplacement particulièrement dangereux pour le roi, puisque permettant une coopération étroite entre les covenantaires et le Parlement anglais. Celui-ci se rassemble en nombre le 3 novembre pour la première session de ce qui va devenir le Long Parlement.
Les pourparlers de paix s'achèvent finalement par la signature du traité de Londres, ratifié par le roi en août 1641. Charles s'engage à retirer toutes les déclarations qu'il a faites contre les covenantaires, et à ratifier les décisions prises par le Parlement d'Édimbourg. Des réparations d'un montant de 300 000 livres sont accordées, et les Écossais commencent à retirer leurs troupes du nord de l'Angleterre dès qu'ils reçoivent le premier versement. Une partie des problèmes est apparemment réglée. Une autre, plus sérieuse, apparaît. À l'été 1642, Charles, incapable d'aboutir à un accord avec le Parlement anglais, est entraîné vers la guerre civile.

### Première guerre
- Baillie, Robert, Letters and Journals, 1841.
- Calender of State Papers Domestic of the Reign of King Charles I, 1858–97.
- The Register of the Privy Council of Scotland, plusieurs éditions, 1899–1933.
- Rothes, John Leslie, earl of, A Relation of the Proceedings of the Affairs of the Kirk of Scotland, from August 1637 to July 1638, 1830.
- Rothiemay, James Gordon of, History of Scots Affairs from 1637 to 1641, 1841.
- Warriston, Archibald Johnston of, Diaries, plusieurs éditions, 1911–1940.

### Seconde guerre
- Donald, P., An Uncounselled King. Charles I and the Scottish Troubles, 1637–1641, 1990.
- Fissel, M. C., The Bishops’ Wars. Charles I’s Campaigns against Scotland, 1638–1640, 1994.
- Lee, M., The Road to Revolution. Scotland under Charles I, 1985.
- McCoy, F. N., Robert Baillie and the Second Scots Reformation, 1974.
- MacInnes, A. I., Charles I and the Making of the Covenanting Movement, 1991.
- Russel, C, The Fall of the British Monarchies, 1637–1642, 1991.
- Stevenson, D., The Scottish Revolution, 1637–1644, 1973